# Disfattismo
Il disfattismo è un atteggiamento che si manifesta attraverso l'accettazione della sconfitta senza lottare od opporre resistenza.

## Descrizione

### Uso e significato
Nell'uso quotidiano, il termine disfattismo ha una connotazione negativa, ed è spesso collegato al tradimento e al pessimismo, o anche a una situazione disperata. Il termine viene comunemente usato in contesto militare: un soldato può essere un disfattista se rifiuta di combattere perché pensa che lo scontro sarà sicuramente perso o che per qualche altro motivo, slegato dalla tattica, non valga la pena di combatterlo. Sempre con riferimento alla guerra, il termine viene usato per riferirsi alla visione secondo cui la sconfitta sarebbe migliore della vittoria. Il termine può essere usato anche in altri campi, come politica, sport, psicologia e filosofia. Il termine ebbe origine in Francia durante la I guerra mondiale.

### Disfattismo politico
Alcuni governi accusarono dei dissidenti di "disfattismo", per essersi opposti alla guerra o ad altre politiche del governo. Ad esempio:
- Luigi Fabbri (1877 – 1935), un militante anarchico italiano, venne accusato di disfattismo durante la I guerra mondiale.
- Elizabeth von Thadden (1890 – 1944), insegnante e attivista anti-Hitler di Morąg, venne condannata a morte per disfattismo e tentato tradimento.
- Daniil Kharms (1905 – 1942), uno scrittore russo, venne accusato di disfattismo e imprigionato durante l'assedio di Leningrado. Morì di fame in prigione.

### Disfattismo rivoluzionario
Concetto reso importante da Vladimir Lenin durante la I guerra mondiale, il disfattismo rivoluzionario si basa sull'idea marxista di lotta di classe. Sostenendo che il proletariato non aveva nulla da vincere o da guadagnare in una guerra, Lenin dichiarò che il suo vero nemico sono i capi imperialisti che mandano in battaglia le loro classi più basse. I lavoratori avevano di più da guadagnare dalla sconfitta delle loro nazioni, sostenne Lenin, se la guerra poteva essere trasformata in guerra civile e quindi in rivoluzione internazionale.
Inizialmente rigettato da tutti, ad eccezione dei più radicali, durante la socialista Conferenza di Zimmerwald del 1915, il concetto guadagnò sempre maggior sostegno tra i socialisti, in particolare nella Russia del 1917, dopo che venne riaffermato nelle Tesi di aprile di Lenin e con il proseguire delle sconfitte russe in guerra.
Il disfattismo rivoluzionario può essere contrapposto, usando la terminologia di Lenin, al "difensivismo rivoluzionario" e al "patriottismo sociale".